# رابرت پراژاک
رابرت پراژاک (چکی: Robert Pražák; ۳ دسامبر ۱۸۹۲ – ۱۶ مهٔ ۱۹۶۶) ژیمناست هنری اهل چکسلواکی بود.
وی برنده سه مدال برنز در بازی‌های المپیک تابستانی ۱۹۲۴ شده است.